# Kozohlody

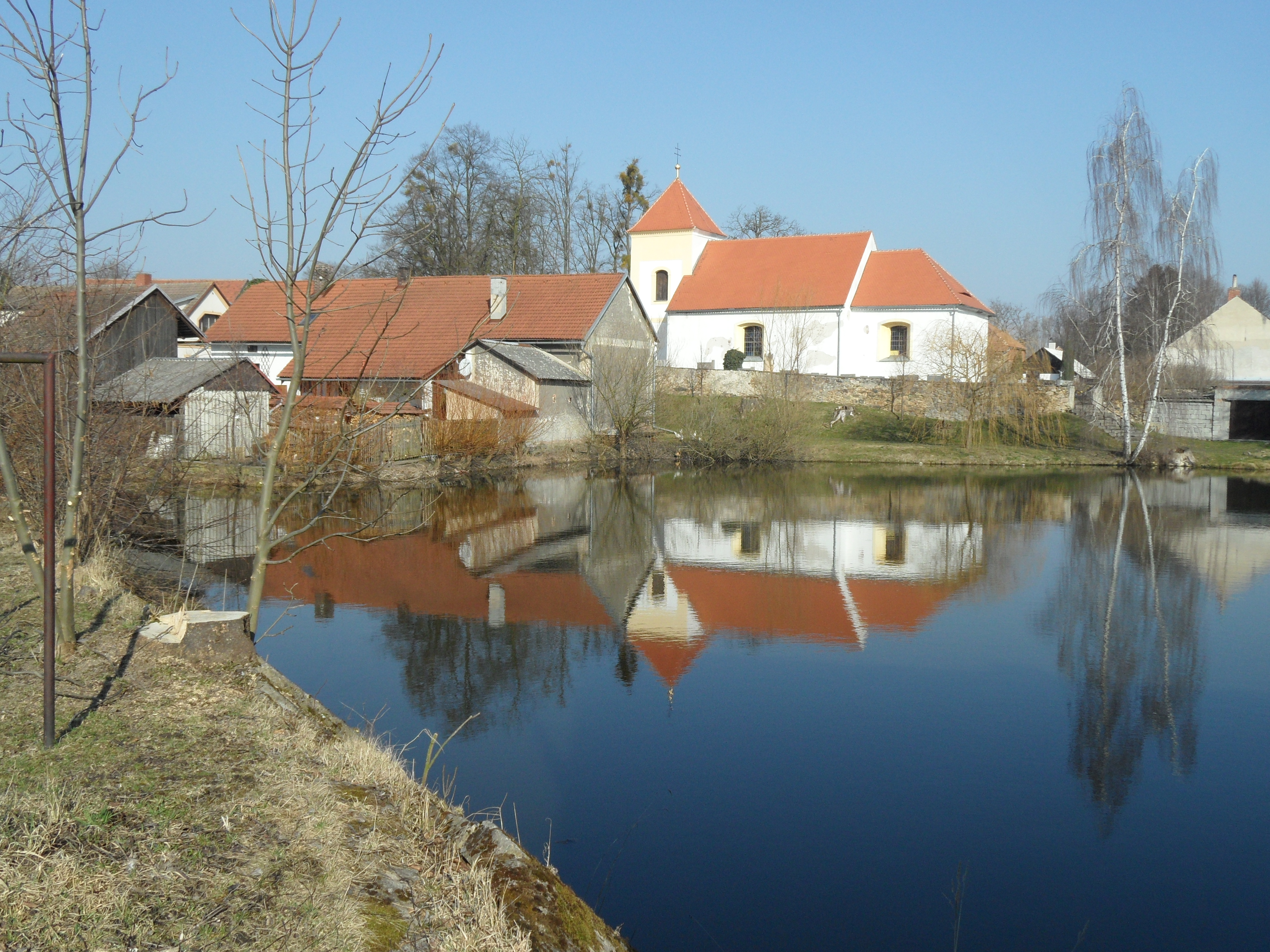
Allerheiligenkirche in Kozohlody

Kozohlody (deutsch  Kosohlod) ist ein Ortsteil der Gemeinde Vlkaneč  im Bezirk Kutná Hora in Tschechien. Er liegt ca. 1 km nördlich des Dorfes Vlkaneč und 5 km östlich von Golčův Jeníkov, sowie 14 km südlich von Čáslav. Der Ort hat 168 Einwohner und eine Katasterfläche von 3,8 Quadratkilometern.

## Geographie
Kozohlody befindet sich an einem linken Zufluss zur Brslenka in der Böhmisch-Mährischen Höhe. Südlich des Dorfes verläuft die Bahnstrecke Znojmo–Nymburk.
Nachbarorte sind Přibyslavice, Zálesí und Bratčice im Norden, Podmoky, Kopaniny, V Slatině und Ráj im Nordosten, Golčův Jeníkov im Osten, Římovice, Budka, Dolík und Chlumek im Südosten, Statek, Kamenná Lhota und Nová Ves u Leštiny im Süden, Vlkaneč und Klucké Chvalovice im Südwesten, Chvalovický Mlýn und Zbýšov im Westen sowie Opatovice, Bojanka, Šebestěnice, Březí und Kocanda im Nordwesten.

## Geschichte
Das Dorf wurde zu Beginn des 14. Jahrhunderts durch den Deutschen Orden gegründet und gehörte zur Kommende Drobovice. Nach dem Komtur Ratmir wurde das Dorf als Ratimirivilla bzw. Ratmersdorf benannt. Im päpstlichen Zehntverzeichnis von 1352, das zugleich der älteste schriftliche Nachweis für die Kirche ist, wurde das Dorf erstmals unter dem Namen Kozohlod aufgeführt. Im Jahre 1364 wurde der Ort Ratmerzdorf genannt.
Nach der Aufhebung der Patrimonialherrschaften bildete Kozohlody eine Gemeinde im Gerichtsbezirk Časlau, Caslaver Kreis. Ab 1868 gehörte die Gemeinde zum Bezirk Časlau. Im Zuge der Gebietsreform von 1960 wurde der Okres Čáslav aufgehoben; Kozohlody wurde nach Vlkaneč eingemeindet und dem Okres Kutná Hora zugeordnet.
Am 3. März 1991 hatte der Ort 186 Einwohner, beim Zensus von 2001 lebten in den 64 Wohnhäusern von Kozohlody 168 Personen.

## Sehenswürdigkeiten
- Kirche Aller Heiligen, erbaut im 14. Jahrhundert
- Burgstall Hrádek u Podmok, nordöstlich des Dorfes